# Otto Bertram (1883–1960)
Otto Bertram (ur. 1883, zm. 1960 w Celle) – niemiecki pilot, baloniarz.

## Życiorys
Po raz pierwszy wziął udział w wyścigu o Puchar Gordona Bennetta w 1928 roku. Był członkiem z jednego z najstarszych niemieckich klubów balonowych w Niemczech założonego w 1895 roku Chemnitzer VfL (wcześniej w 1881 roku powstał Berliner VfL, a w 1889 roku Münchner VfL). Urodził się w 1883 roku w Saksonii. Latać balonem zaczął w 1914 roku. Czterokrotnie brał udział w zawodach o Puchar Gordona Bennetta: w 1928 roku (11 miejsce), w 1932 roku (12 miejsce), w 1935 roku (11 miejsce) i w 1936 roku (7 miejsce). W 1935 roku zdobył balonowe mistrzostwo Niemiec. W 1937 roku podczas niemieckich eliminacji do zawodów o Puchar Gordona Bennetta wylądował balonem Sachsen w Jarocinie. Bertram i Fritz Schubert wystartowali z Chemitz i ich lot trwał 13 godzin i 20 minut. Jeszcze po II wojnie światowej uczestniczył w zawodach balonowych w Niemczech, zanim zmarł w wieku 77 lat.